# PDFtk
PDFtk（PDF Toolkitの略）は、クロスプラットフォームのPDFドキュメント操作ツールである。PDFtk Server（オープンソースのコマンドラインツール）、PDFtk Free（フリーウェア）、PDFtk Pro（有償のプロプライエタリ）の3つのバージョンが提供されている。
PDFtkは、PDFの分割、統合、暗号化、復号、解凍、再圧縮、修復ができるiText library（GCJを使用してネイティブコードにコンパイルされている）の古いバージョンのフロントエンドである。透かしやメタデータの操作、FDF Data (Forms Data Format) やXFDF Data (XML Form Data Format) を用いてPDFフォームを埋めることもできる。